# 余纪元
余纪元（Yu Jiyuan，1964年7月—2016年11月3日）是一位中国哲学家。

## 生平
1964年7月生于浙江诸暨市浣东街道高湖沿村。1979年从诸暨高湖中学毕业考入山东大学，1983年山东大学本科毕业。之后考入中国人民大学，师从苗力田教授，1986年硕士毕业。后曾留学于意大利比萨高等师范大学；1994年博士毕业于加拿大圭尔夫大学哲学系；1994-1997年任牛津大学沃弗森书院及中国研究所博士后研究人员。之后任美国布法罗纽约州立大学哲学系教授。
研究领域：古希腊哲学、德性伦理学、儒学、中国-希腊哲学比较。主要著作有《亚里士多德伦理学，中国人民大学出版社》(2010)《德性之境：孔子与亚里士多德的伦理学》(2009)《柏拉图的<理想国>》，中国人民大学出版社(2008) 《西方哲学前沿》(2008)《中英对照西方哲学辞典》(2001),亚里士多德全集（中文版）第1卷（与苗力田合译，1991）；发表中英文学术论文70余篇。
2009-2013年，受聘山东大学长江学者讲座教授，任西方哲学和伦理学方向的博士生导师；曾担任中国人民大学讲座教授。2011.12当选国际中国哲学学会新任主席，任期2年。曾任美国哲学学会顾问委员会委员、国际中国哲学学会（ISCP）副主席、美国《哲学史季刊》编委、美国《中国哲学杂志》编委、中英美暑期哲学学院美方委员会委员。